# 约翰·奥格登
约翰·安德鲁·霍华德·奥格登（英語：John Andrew Howard Ogdon，1937年1月27日—1989年8月1日），英国钢琴家和作曲家。
奥格登生于诺丁汉郡的曼斯菲尔德伍德豪斯，在1953到1957年在北部皇家音乐学院学习之前，就读于曼彻斯特文法学校，在那里他的同学包括哈里森·伯特威斯尔、亚历山大·戈尔、艾利加·霍沃斯、彼得·马克斯韦尔·戴维斯。

## 作品節選

### 商業錄音
- (CD). 20世紀偉大鋼琴家（英语：Great Pianists of the 20th Century） 72. Philips Classics. 1998. 456 913-2.
- (CD). 20世紀偉大鋼琴家 73. Philips Classics. 1999. 456 916-2.